# Łyna (Ort)
Łyna ['wɨna] (deutsch Lahna und auch Allendorf) ist ein Dorf in Polen. Es gehört zur Stadt- und Landgemeinde Nidzica (Neidenburg) im Powiat Nidzicki (Kreis Neidenburg) in der Woiwodschaft Ermland-Masuren.

## Geographische Lage
Łyna liegt im Südwesten der Woiwodschaft Ermland-Masuren, acht Kilometer nördlich der Kreisstadt Nidzica (deutsch Neidenburg). 
Im nordöstlichen Ortsgebiet befinden sich die Quellbäche der Alle (polnisch Łyna, russisch Лава Lawa), die von hier über 264 Kilometer bis zur Mündung in den Pregel bei Snamensk (Wehlau) in der russischen Oblast Kaliningrad (Gebiet Königsberg) fließt.

## Geschichte

### Bis 1945

#### Lahna (Dorf)
Die erste urkundliche Erwähnung von Lahna (vor 1785: Lana) datiert auf den 12. März 1387. Am 28. Mai 1874 wurde die Landgemeinde Amtsdorf und damit namensgebend für einen Amtsbezirk, der bis 1945 bestand und zum Regierungsbezirk Königsberg (ab 1905 Regierungsbezirk Allenstein) in der preußischen Provinz Ostpreußen gehörte. Eingegliedert waren ursprünglich 15 Kommunen, darunter auch der Gutsbezirk Lahna wenige hundert Meter nordöstlich der Gemeinde Lahna, der 1899 in die Landgemeinde Allendorf umgewandelt wurde. Im Jahre 1910 zählte die Landgemeinde Lahna 292 Einwohner.
Während der Schlacht bei Tannenberg im August 1914 war der Ort stark umkämpft. Die Gefallenen wurden auf dem Ehrenfriedhof Lahna beigesetzt. 
Aufgrund der Bestimmungen des Versailler Vertrags stimmte die Bevölkerung im Abstimmungsgebiet Allenstein, zu dem Lahna gehörte, am 11. Juli 1920 über die weitere staatliche Zugehörigkeit zu Ostpreußen (und damit zu Deutschland) oder den Anschluss an Polen ab. In Lahna stimmten 247 Einwohner für den Verbleib bei Ostpreußen, auf Polen entfielen keine Stimmen.
Die Zahl der Einwohner Lahnas belief sich 1933 auf 280, 1939 waren es 225. Am 20. Januar 1945 wurde Lahna wie auch Allendorf von sowjetischen Truppen besetzt.

#### Lahna (Gut)/Allendorf
Die Entstehung des Gutes Lahna ist nicht datiert. 1874 wurde der Ort mit der gleichnamigen Landgemeinde in den Amtsbezirk Lahna im ostpreußischen Kreis Neidenburg einbezogen. Am 6. Februar 1899 wandelte man den Gutsbezirk Lahna in die neue Landgemeinde Allendorf um und erinnert damit an das hier gelegene Quellgebiet des Flusses Alle (polnisch Łyna). Ihr Wasser sammelt sich in kleinen Schluchten, die in bis zu 20 Meter hohen Abhänge eingeschnitten sind und sich – in einem malerischen Tal zu einem Rinnsal vereinigen. Daraus wird ein Bach, der in den Lansker See mündet und sich als Fluss weit bis in den Norden Ostpreußens erstreckt. Er besitzt dabei ein Gefälle von 120 Metern. Das Quellgebiet ist heute ein Naturreservat (Reserwat przyrody Źródła rezki Łyny im. prof. Romana Kobendzy), das nach dem Botaniker und Dendrologen Roman Kobendza (1886–1955) benannt ist.
Im Jahre 1910 waren in der Landgemeinde Allendorf 231 Einwohner gemeldet, 1933 waren es 231 und 1939 noch 226. Allendorf wurde wie Lahna am 20. Januar 1945 von sowjetischen Truppen besetzt.

#### Amtsbezirk Lahna (1874–1945)
15 Kommunen wurden 1874 bei seiner Errichtung in den Amtsbezirk Lahna eingegliedert. Aufgrund struktureller Veränderungen waren es 1945 nur noch zehn:
| Deutscher Name                  | Geänderter Name 1938 bis 1945 | Polnischer Name | Anmerkungen                                        |
| ------------------------------- | ----------------------------- | --------------- | -------------------------------------------------- |
| Adlig Dietrichsdorf             |                               | Wietrzychowo    | 1928 nach Dietrichsdorf (Gut) eingegliedert        |
| Allendorf bis 1899: Lahna (Gut) |                               | Łyna            |                                                    |
| Dietrichsdorf (Gut)             |                               | Wietrzychowo    | ab 1928 Landgemeinde                               |
| Frankenau                       |                               | Frąknowo        |                                                    |
| Gutfeld bis 1877: Dobrzienen    |                               | Dobrzyń         |                                                    |
| Köllmisch Dietrichsdorf         |                               | Wietrzychówko   | 1928 nach Dietrichsdorf (Gut) eingegliedert        |
| Lahna (Dorf)                    |                               | Łyna            |                                                    |
| Lahnamühle                      |                               | Łyński Młyn     | 1896 nach Lahna eingegliedert                      |
| Littfinken                      |                               | Litwinki        | 1929 in die Stadtgemeinde Neidenburg eingegliedert |
| Michalken                       | Michelsau                     | Michałki        |                                                    |
| Radomin                         |                               | Radomin         |                                                    |
| Rontzken                        | Hornheim                      | Rączki          |                                                    |
| Salusken (Dorf)                 |                               |                 | 1908 in den Gutsbezirk Salusken eingemeindet       |
| Salusken (Gut)                  | Kniprode                      | Załuski         |                                                    |
| Sierokopaß                      | (ab 1933:) Breitenfelde       | Szerokopaś      |                                                    |

Am 1. Januar 1945 bildeten noch die Gemeinden Allendorf, Breitenfelde, Dietrichsdorf, Frankenau, Gutfeld, Hornheim, Kniprode, Lahna, Michelsau und Radomin den Amtsbezirk Lahna.

### Nach 1945

#### Łyna
In Kriegsfolge wurde das Dorf innerhalb des gesamten südlichen Ostpreußen an Polen überstellt. Lahna erhielt die polnische Namensform „Łyna“. „Łyna“ war auch der Name des Flusses Alle. Der Nachbarort Allendorf erhielt diesen Namen ebenfalls, und beide Orte gelten als zusammengewachsen. Lahna ist Sitz eines Schulzenamtes und als solches eine Ortschaft im Verbund der Gmina Nidzica (Stadt- und Landgemeinde Neidenburg) im Powiat Nidzicki (Kreis Neidenburg), bis 1998 der Woiwodschaft Olsztyn, seither der Woiwodschaft Ermland-Masuren zugehörig. Die Einwohnerzahl Łynas belief sich 2011 auf 245.

## Kirche

### Kirchengebäude

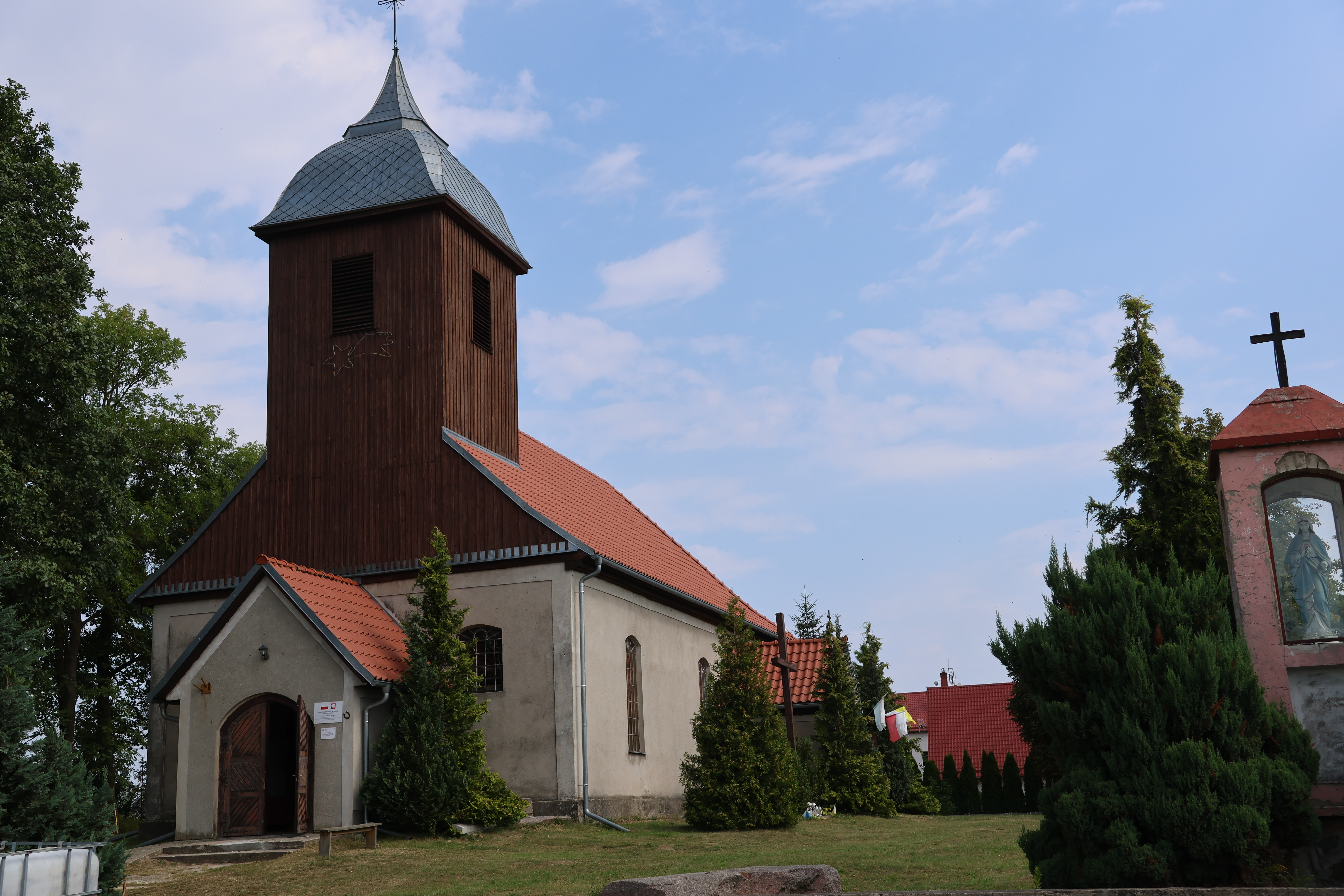
Kirche Łyna

Eine Kirche hat es in Lahna bereits in vorreformatorischer Zeit gegeben. Das heutige Gebäude – ein verputzter Feldsteinbau – stammt aus dem Jahre 1726. Es trägt einen holzverschalten Dachturm. Im Innern bilden der barocke Altar und die Kanzel ein Ganzes. Bis 1945 war die Kirche ein evangelisches Gotteshaus, heute ist sie eine römisch-katholische Pfarrkirche.

### Kirchengemeinde

#### Evangelisch
Mit der Reformation wurde die Kirche in Lahna Anfang des 16. Jahrhunderts evangelisch. Bis 1945 gehörte sie zum Kirchenkreis Neidenburg (polnisch Nidzica) in der Kirchenprovinz Ostpreußen der Kirche der Altpreußischen Union. 1925 zählte das Kirchspiel Lahna mit seinen 15 Dörfern, Ortschaften und Wohnplätzen 2.800 Gemeindeglieder. Der Kirchspielort Jablonken (1938 bis 1945 Seehag, polnisch Jabłonka) hatte eine eigene Kapelle. 
Flucht und Vertreibung der einheimischen Bevölkerung bereiteten der evangelischen Gemeinde des dann Łyna genannten Dorfes ein Ende. Heute hier lebende evangelische Kirchenglieder orientieren sich zur Heilig-Kreuz-Kirche Nidzica in der Diözese Masuren der Evangelisch-Augsburgischen Kirche in Polen.

#### Römisch-katholisch
Im Kirchspielraum Lahna lebten vor 1945 nur wenige Katholiken. Sie waren in die römisch-katholische Katholische Pfarrkirche Neidenburg im Dekanat Pomesanien (Sitz: Osterode in Ostpreußen) im damaligen Bistum Ermland.
Nach 1945 siedelten Neubürger in Łyna, die fast ausnahmslos römisch-katholischer Konfession waren. Sie reklamierten das bisher evangelische Gotteshaus für sich. 1962 entstand hier eine eigene Pfarrei, die jetzt zum Dekanat Nidzica im Erzbistum Ermland gehört. Die Filialkirchen in Jabłonka und Żelazno (Seelesen) werden mitversorgt.

## Verkehr
Łyna ist ein Kreuzungspunkt zahlreicher Straßen, die den Ort und das Umland mit der Schnellstraße S 7 (E 77) bei Rączki (Rontzken, 1938 bis 1945 Hornheim) und der Woiwodschaftsstraße 545 bei Moczysko (Adlershorst), Napiwoda (Grünfließ) bzw. Kolonia Waszulki verbinden oder in das nordwestliche Umland bei Bolejny (Bolleinen) führen.
Die nächste Bahnstation ist Dobrzyń (Gutfeld) an der Bahnstrecke Działdowo–Olsztyn (deutsch Soldau–Allenstein).